# Catalans
Pour les articles homonymes, voir Catalan (homonymie).
Ne doit pas être confondu avec Catalogne, Catalogne (région culturelle) ou Pays Catalans.
Les Catalans correspondent au peuple et à la nation d'Europe du littoral nord-est de la péninsule Ibérique et de la partie orientale des Pyrénées.

## Définition
Au sens ethno-culturel, les Catalans peuvent être le peuple de la Catalogne (région culturelle) ou bien les habitants des Pays catalans,.
Au sens légal, les Catalans sont les citoyens de Catalogne. De ce fait, les membres de tout groupe humain peuvent être considérés catalans s'ils habitent sur le territoire de la communauté autonome de Catalogne, qu'ils parlent ou non la langue autochtone de la région.
Du Moyen Âge à la Renaissance, les habitants des territoires de langue catalane (tous englobés dans la couronne d'Aragon) tendent à s'identifier en interne avec leur territoire privatif (par exemple royaume de Valence ou de Majorque), mais s'identifient comme « Catalans » à l'extérieur, ce qui montre une certaine conscience « ethnique » commune,. Ainsi, Alphonse de Borgia, plus connu comme le pape Calixte III, natif de la localité valencienne de Canals, était appelé et se désignait lui-même Papa Catalanus (« Pape catalan » en latin), et à Rome était considéré comme un Catalan, tout comme les autres membres de la famille Borgia, notamment l'autre pape Borgia, Alexandre VI (natif de Xàtiva),. Baltasar de Romaní (es), traducteur d'Ausiàs March en castillan en 1539, l'appelle « chevalier valencien de nation catalan », ce qui illustre la confusion existant alors entre ces deux termes. Au siècle précédent, Juan Boscán l'avait qualifié de « plus excellent » « des nombreux excellents auteurs catalans »,,.  

## Anthropologie et ethnologie

Populations et langues de la péninsule ibérique vers 300 av. J.-C.
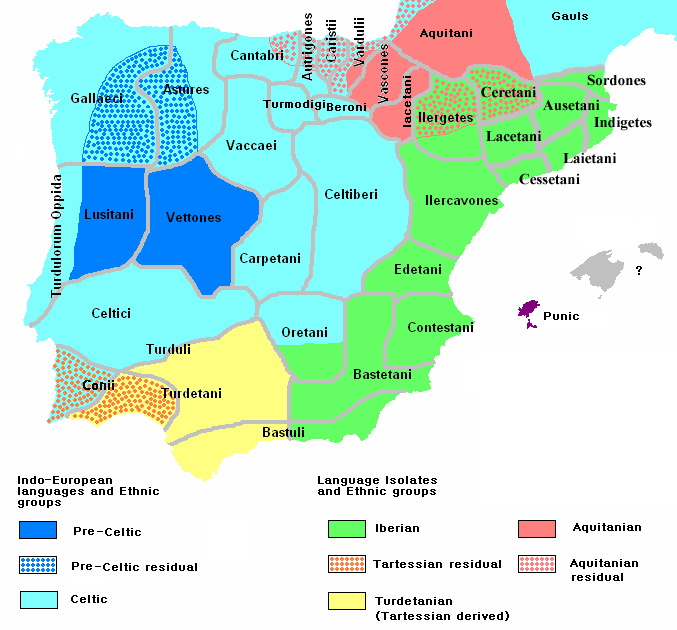
Ethnographie vers -200
Péninsule ibérique vers -100
Implantation romaine
Méditerranée vers -218

## Langue

Carte chronologique montrant le développement et l'évolution des langues parlées dans la péninsule ibérique de l'an 1000 à nos jours.

Le peuple catalan parle traditionnellement sa propre langue[pas clair] : le catalan, actuellement pratiqué par environ 11 millions de personnes à travers le monde. En Espagne, les Catalans sont très majoritairement bilingues catalan/espagnol sous l'effet de la scolarisation obligatoire, tandis qu'en France, ils sont bilingues catalan/français pour la même raison. En France, il est fréquent de rencontrer des Catalans qui parlent les trois langues : catalan, français et espagnol, car ils ont souvent des liens avec l'Espagne. Par ailleurs, des deux côtés de la frontière, de nombreuses personnes se déclarent catalanes, mais ne parlent plus la langue catalane, leur langue maternelle étant le français ou l'espagnol.[réf. souhaitée]

## Costumes
Dans la première moitié du XIXe siècle, les Catalans de la Catalogne espagnole suivent en général les modes de France pour leur habillement ; cependant les marins et les muletiers portent des vêtements étroits et de couleur brune, avec un bonnet de laine rouge et un réseau de soie par-dessous, qui forment la coiffure ordinaire des artisans et de tous les villageois espagnols. Les villageoises ont à cette époque une espèce de corset d'étoffe noire et des souliers sans talons ; elles vont les épaules nues, et se couvrent d'un voile noir qui s'attache avec des rubans.

## Migrations et diaspora
- Catalans de Sardaigne
- Casal de Catalunya de Paris